# Karimaranahalli, Arsikere
Karimaranahalli là một làng thuộc tehsil Arsikere, huyện Hassan, bang Karnataka, Ấn Độ.